# Xylota lovetti
Xylota lovetti är en tvåvingeart som beskrevs av Charles Howard Curran 1925. Xylota lovetti ingår i släktet vedblomflugor, och familjen blomflugor. Inga underarter finns listade i Catalogue of Life.